# 凤翔东湖
凤翔东湖，位于陕西省宝鸡市凤翔区城东南，古称饮凤池，是陕西省历史悠久的风景区之一。

## 名称来源
古称饮凤池来源为相传周文王姬昌元年，瑞鸟凤凰飞鸣过雍，在此饮水，故取其名。

## 历史
宋仁宗赵祯嘉祐七年（1062年），诗人、词人苏轼任凤翔府签书判官时，藉“饮凤池”，挖掘疏浚，扩池而成，引城西北角凤凰泉水注入，种莲植柳，建亭修桥，筑楼成阁，并因地处城东取名东湖。